# Jamaica International Invitational

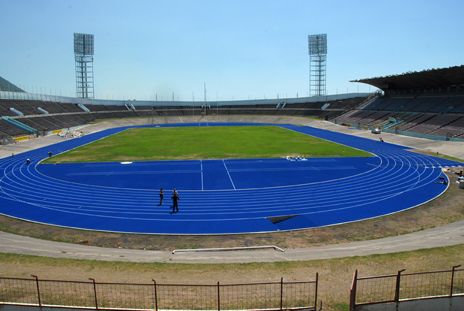
Independence Park de Kingston

O Jamaica International Invitational é um meeting de atletismo que se desenrola todos os anos em Kingston, Jamaica, desde 2004. Faz parte atualmente da IAAF World Challenge e é sediado no Independence Park, em regra acontece sempre em maio.